# 大熊利昭
大熊 利昭（おおくま としあき、1963年6月5日 - ）は、日本の政治家。元衆議院議員（1期）。

## 経歴
1963年、東京都台東区生まれ。1982年、開成高等学校卒業。1986年、東京大学理学部卒業。同年、総合商社丸紅入社、以後バンクオブアメリカ、新生銀行など国内外の金融機関勤務、投資顧問会社エーシーキャピタル設立、代表取締役2009年に清算。2008年、内閣官房国家公務員制度改革推進本部事務局企画官（民間出向）。
2012年12月16日、第46回衆議院議員総選挙にみんなの党公認で東京2区から立候補、小選挙区では落選するも比例東京ブロックで復活当選。
2014年4月、浅尾慶一郎が代表に就任し、幹事長に水野賢一政調会長、政調会長に中西健治政調会長代理が昇格すると同時に大熊は政調副会長に就任した。同年9月、野党再編に慎重なみんなの党執行部に反発して離党届を提出。日本維新の会と結いの党が合同して設立予定の維新の党に参加する意向だと報じられた。同年9月21日、維新の党の結党に参加。当時はみんなの党への離党は受理されていなかったため名目上みんなの党の所属議員となる。同年10月14日、みんなの党への離党届が受理され、みんなの党の会派を離脱し同日維新の党の会派に入会した。
2014年12月14日、第47回衆議院議員総選挙に維新の党公認で東京2区から出馬するも、落選。
2016年、維新の党と民主党が合併して発足した民進党に参加したが、党発足翌日の3月28日、東京2区選出衆院議員を4期務めた中山義活が政界引退を表明し、弁護士の松尾明弘を後継指名したことから、松尾との間で公認争いが起きた。党本部はまず両者に公認内定を出して最終的に強い方に絞り込むこととし、地元区議の意見なども踏まえ、6月21日に大熊の公認内定取り消しを発表した。その後はおおさか維新の会と接近し、7月の第24回参議院議員通常選挙ではおおさか維新の会公認で立候補した石井苗子を応援した。2017年1月31日、日本維新の会衆院東京2区支部長就任が発表された。
2017年10月の第48回衆議院議員総選挙では、日本維新の会が希望の党と候補者の棲み分けで合意し、東京都の小選挙区に公認候補を擁立しない方針となったため、大熊は東京2区からの出馬を取り下げ、10月2日に離党して希望の党から出馬することとなり、民進党が候補者を擁立していなかった茨城4区に国替えとなった。投開票の結果、落選。
2023年2月8日、国民民主党が次期衆院選東京12区に大熊を擁立すると決定。2024年10月27日の第50回衆議院議員総選挙の結果、小選挙区では3位に終わり、国民民主党は比例で3議席を確保したものの大熊は惜敗率7位であったため落選。

## 政策
- 天下り根絶のための公務員制度改革を国家公務員法改正によって実現する。
- 2013年11月26日、特定秘密保護法案の採決で条件付で賛成票を投じた[23]。
- 安倍内閣の集団的自衛権に反対[24]。
- 選択的夫婦別姓制度導入に「どちらかと言えば反対」としている[25]。

## 所属団体・議員連盟
- 野党草野球チーム - 呼び掛け人[26][27]
- 日本エストニア友好議員連盟 - 幹事[28]

## 選挙
| 当落 | 選挙                   | 執行日         | 年齢 | 選挙区       | 政党       | 得票数    | 得票率 | 定数 | 得票順位 /候補者数 | 政党内比例順位 /政党当選者数 |
| ---- | ---------------------- | -------------- | ---- | ------------ | ---------- | --------- | ------ | ---- | ------------------ | ---------------------------- |
| 比当 | 第46回衆議院議員総選挙 | 2012年12月16日 | 49   | 東京都第2区  | みんなの党 | 4万8704票 | 18.61% | 1    | 3/6                | 1/2                          |
| 落   | 第47回衆議院議員総選挙 | 2014年12月14日 | 51   | 東京都第2区  | 維新の党   | 4万4550票 | 18.27% | 1    | 3/5                | 5/3                          |
| 落   | 第48回衆議院議員総選挙 | 2017年10月22日 | 54   | 茨城県第4区  | 希望の党   | 2万9547票 | 21.10% | 1    | 2/1                | 26/4                         |
| 落   | 第50回衆議院議員総選挙 | 2024年10月27日 | 61   | 東京都第12区 | 国民民主党 | 4万4524票 | 21.49% | 1    | 3/4                | 7/3                          |